# Ray Freeman
Ray Freeman (Sawston, 1944 – 27 gennaio 2019) è stato un allenatore di calcio e calciatore inglese, di ruolo centrocampista.

## Carriera

### Calciatore
Formatosi nel Cambridge Utd, era paragonato per le caratteristiche tecniche e soprattutto caratteriali a Nobby Stiles.
Dal 1963 al 1968 passa allo Stevanage, e quando fallì la squadra, nel maggio 1968 firmò per il Bedford Town. L'esperienza con il Bedford terminò a breve, poiché venne ingaggiato dagli statunitensi del San Diego Toros, guidati dal suo vecchio allenatore allo Stevenage George Curtis.
Con i Toros, impegnati nella stagione d'esordio NASL, dopo aver vinto la propria Division, raggiunse la finale del torneo perdendola contro gli Atlanta Chiefs.
Fallito il ritorno al Cambridge per problemi burocratici, dopo essere rimasto per un periodo a San Diego, tornò in patria per giocare nel Romford, ove chiuse la carriera agonistica a causa della rottura di una gamba.

### Allenatore
Freeman si diplomò come allenatore della FA a soli ventun anni in corso tenuto da Bobby Robson, di cui divenne anche amico, il più giovane ad ottenere la qualifica. Iniziò la carriera di allenatore a soli 27, chiamato alla guida dei norvegesi del Brann su suggerimento dell'allenatore della nazionale scandinava George Curtis. Venne soprannominato dai tifosi Madman per il suo comportamento eccentrico in panchina, ed è ricordato dall'ex calciatore del Brann Bjørn Dahl come un allenatore severo ma attento alla formazione dei giovani ed all'alimentazione degli atleti. Freeman giunse in un periodo di crisi della squadra, dovuto anche alla squalifica di sei mesi inflitta alla stella della squadra, Roald Jensen, per aver calciato nel sedere l'arbitro in un torneo indoor pre-stagionale. Riuscì a creare una forte coesione tra le nuove leve ed i giocatori più esperti come il già citato Jensen.
La squadra ottenne l'ottavo posto della 1. divisjon 1972, mentre riuscì ad imporsi nella coppa nazionale battendo in finale per 1-0 il Rosenborg.
Con la vittoria della coppa, Freeman guidò il Brann nella Coppa delle Coppe 1973-1974, superando ai sedicesimi di finale i maltesi del Gżira Utd, venendo però eliminato agli ottavi dai nordirlandesi del Glentoran.
Terminata dopo un biennio l'esperienza al Brann, Freeman nel novembre 1973 tornò in patria per allenare nel Cambridge Utd, ricomprendo l'incarico di allenatore per otto incontri (6 pareggi, una vittoria e una sconfitta), in sostituzione di Bill Leivers, venendo poi sollevato dall'incarico all'arrivo di Ron Atkinson. Nel breve periodo con lo United riuscì a farsi apprezzare dai giocatori, tra cui Brendon Batson.
Chiusa l'esperienza con gli U's, allenò per una stagione il Romford, non riuscendo a salvare il club dalla retrocessione in Southern League Division Two.
Dal 1975 al 1977 torna in Norvegia per allenare il Frigg, che lascerà dopo due stagioni per tornare in patria per stare vicino alla figlia ammalata a Cambridge.
Si allontanò parzialmente dal mondo del calcio, divenendo un importatore di vino e poi produttore di mobili, ma continuando ad allenare la rappresentativa dell'università di Cambridge.

## Palmarès

### Allenatore
- Coppa di Norvegia: 1

Brann: 1972